# CS Sedan
Club Sportif Sedan Ardennes, mer känd som CS Sedan eller endast Sedan, är en fransk fotbollsklubb från Sedan. Hemmamatcherna spelas på Stade Louis Dugauguez. 
Klubben grundades 1919. Säsongen 2006/2007 kom laget på 19:e plats i Ligue 1 och blev därför nedflyttade till Ligue 2. Säsongen 2013/2014 blev klubben nedflyttade till CFA 2, vilket är den femte högsta nivån i det franska ligasystemet, efter att klubben gått i konkurs. Idag spelar klubben i den franska tredje divisionen Championnat National.

## Meriter
- Ligue 2
  - Mästare (1): 1955
- Championnat National
  - Mästare (1): 1990
- Championnat de France amateur
  - Mästare (1): 1951
- Coupe de France
  - Mästare (2): 1956, 1961
  - Andra plats (3): 1965, 1999, 2005
- Trophée des Champions
  - Mästare (1): 1956
  - Andra plats (1): 1961